# Église Saint-Pierre de Coublanc
Pour les articles homonymes, voir Église Saint-Pierre.
L'église Saint-Pierre est une église catholique située dans la commune de Coublanc, dans le département de la Haute-Marne, en France.

## Historique
L'édifice est inscrit au titre des monuments historiques le 19 janvier 1995.